# 1/VI Batalion Wartowniczy
1/VI Batalion Wartowniczy – pododdział Wojska Polskiego pełniący służbę ochronną na granicy II Rzeczypospolitej.

## Formowanie i zmiany organizacyjne
1/VI batalion wartowniczy sformowano w 1919. Funkcjonował w strukturze Okręgu Generalnego Lwów. W skład batalionu wchodziło dowództwo oraz 4 kompanie po 3 plutony. W dowództwie, oprócz dowódcy batalionu, służyli oficerowie: sztabowy, adiutant, prowiantowy i kasowy; podoficerowie: mundurowy, prowiantowy, rusznikowy, sanitarny oraz 6 ordynansów.
Pod koniec września 1920 zapadła decyzja o likwidacji Korpusu Strzelców Granicznych. 29 września 1920 dyrektywa Ministerstwa Spraw Wojskowych nakazała batalionom wartowniczym ochronę granic. W sumie na 48 baonów wartowniczych, do służby granicznej przeznaczono 21 baonów.
4 listopada 1920 bataliony wartownicze nr 8/VI i 1/VI otrzymały rozkaz zluzowania 6 pułku Strzelców Granicznych. Batalion nr 8/VI przegrupował się z Siedlec do Szczuczyna, a nr 1/VI z Łodzi do Chorzel. W drugiej dekadzie tego miesiąca bataliony osiągnęły nakazane im rejony i przejęły przeznaczone im odcinki graniczne. 
1/VI batalion wartowniczy wcielony został w sierpniu 1920 do 38 pułku piechoty.

## Dowódcy batalionu
- płk piech. Alfred Knapp (20 XII 1919[7] – 1920[8])